# Cibea
Cibea es una parroquia del concejo de Cangas del Narcea, en el Principado de Asturias, España.